# ФК Сант Ђулија
ФК Сант Ђулија (кат. UE Sant Julià) је фудбалски клуб из Андоре који игра у селу Ајшоваљ (кат. Aixovall) у парохији Сент Ђулија де Лорија (кат. Sant Julià de Lòria), неких 6 km од главног града, Андоре ла Веља и 4 km од границе са Шпанијом.

## Значајнији резултати
Клуб је освојио Првенство Андоре 2004/05. и завршио други у сезони 2005/06.
Више пута играли су у Интертото купу.
У сезони 2000/01. елиминисани су у првом колу од швајцарског тима Лозане (фр. Lausanne), укупно 1-9.
У сезони 2002/03. су играли против Колерајна из Северне Ирске, 2-2 и 0-5.
У сезони 2004/05. играли су са Сартидом из Србије, кући су изгубили 0-8 а у Смедереву 0-3.
У сезони 2006/07. изгубили су од Марибора из Словеније, укупно 0-8.
У сезони 2007/08. противник им је Славија из Источног Сарајева, БиХ. Прву утакмицу код куће изгубили су 2-3.
У сезони 2005/06. учествовали су у УЕФА купу и елиминисани су од Рапида из Букурешта, укупно 0-10.

## Значајнији успеси
- Прваци Андоре: 2

(2001, 2005)
- Победници Суперкупа Андоре: 1

(2004)

## Клупска такмичења УЕФА
| Такмичење          | Утакмице | Поб. | Нер. | Изг. | Пост. Г. | Прим. Г. |
| ------------------ | -------- | ---- | ---- | ---- | -------- | -------- |
| УЕФА куп           | 2        | -    | -    | 2    | -        | 10       |
| УЕФА Интертото куп | 9        | -    | 1    | 8    | 5        | 38       |